# Американська антропологічна асоціація
Американська Антропологічна Асоціація (ААА) (англ. The American Anthropological Association (AAA))  — це організація науковців і практиків у галузі антропології. Асоціація, що базується в Арлінгтоні, штат Вірджинія, налічує 10 000 членів, серед яких археологи, культурні антропологи, біологічні (або фізичні) антропологи, лінгвістичні антропологи, лінгвісти, медичні антропологи та прикладні антропологи з університетів і коледжів, науково-дослідних інститутів, урядових установ, музеїв, корпорацій і некомерційних організацій по всьому світу.
ААА видає понад 20 рецензованих наукових журналів, доступних у друкованому вигляді та онлайн через AnthroSource. AAA була заснована в 1902 році.

## Історія
Першим антропологічним товариством у США було Американське етнологічне товариство Нью-Йорка, засноване Альбертом Ґаллатіном і відроджене у 1899 році Францом Боасом після перерви. 1879 року було засновано Антропологічне товариство Вашингтона (яке вперше опублікувало журнал «Американський антрополог», перш ніж він став національним), а 1882 року Американська асоціація сприяння розвитку науки створила антропологічну секцію. Боас та інші антропологи обговорювали можливість створення єдиного національного товариства ще в 1898 році, але побоювання, що це може зашкодити Американській асоціації антропології, викликали тривалу дискусію.
У 1901 році AES і ASW відправили своїх членів на зустріч антропологів AAAS в Чикаго, де дискусії продовжилися і була досягнута загальна згода, що національне товариство повинно бути сформоване. Боас виступав за обмежене членство у 40 «професійних антропологів», але перший президент ААА, В. Д. МакГі, запевнив, що членство буде відкритим для всіх, хто цікавиться цією дисципліною.